# یواس‌اس لس‌آلاموس (ای‌اف‌دی‌بی-۷)
یواس‌اس لس‌آلاموس (ای‌اف‌دی‌بی-۷) (به انگلیسی: USS Los Alamos (AFDB-7)) یک کشتی بود که طول آن ۸۲۵ فوت ۳ اینچ (۲۵۱٫۵۴ متر) بود. این کشتی در سال ۱۹۴۵ ساخته شد.